# Асель (балет)
«Асе́ль» — балет Владимира Власова в трёх частях-воспоминаниях на либретто Бориса Халиулова и Николая Харитонова по мотивам повести Чингиза Айтматова «Тополёк мой в красной косынке». Премьера спектакля в хореографии Олега Виноградова и оформлении Валерия Левенталя состоялась на сцене Большого театра 7 февраля 1967 года, дирижёр — Альгис Жюрайтис.

## История создания
В начале 1960-х годов балетмейстер Олег Виноградов работал в Новосибирском театре оперы и балета. Позже он вспоминал: 

«Ранней весной 1965 года в Новосибирск из Москвы неожиданно позвонил Юрий Николаевич Григорович, предложив мне поставить новый балет в Большом театре. До 50-летия Октябрьской революции и больших торжеств по данному поводу оставалось два с половиной года. По постановлению партии и правительства все трудовые коллективы (и театры в первую очередь!) должны были ознаменовать это событие новыми свершениями и победами. Большому театру предстояло первым отрапортовать о создании спектакля о наших современниках, но, поскольку сам Юрий Николаевич сочинять такой спектакль не хотел, — его выбор пал на меня.»
— Олег Виноградов
Либретто по повести Чингиза Айтматова «Тополёк мой в красной косынке» сочинили артисты балета Большого театра Борис Халиулов и Николай Харитонов. Владимир Власов, приехав в Москву и прочитав предложенное, предложил своё видение спектакля — балет в трёх воспоминаниях главных героев. После одобрения его замысла балетмейстер Олег Виноградов начал разрабатывать план балета для композитора — при этом большую помощь ему оказал Михаил Габович. После представления проделанной работы художественному совету Большого театра, Виноградова отправили в Киргизию «собирать фольклор».
Балетмейстер приступил к репетициям с солистами 1 октября 1965 года. На главные партии были выбраны Марина Кондратьева и Марис Лиепа — однако Кондратьева вскоре ушла в декрет, а Лиепа так и не станцевал этот спектакль. Виноградов начал работать с другими солистами, премьеру станцевали Нина Тимофеева (Асель) и Николай Фадеечев (Ильяс).

## Действующие лица
- Асель
- Ильяс, её первый муж
- Кадича
- Байтемир
- Самат, сын Асель и Ильяса
- Друзья Ильяса
- Девушки

## Первая постановка
Премьера состоялась на сцене Большого театра 7 февраля 1967 года. Балетмейстер-постановщик Олег Виноградов, художник-постановщик Валерий Левенталь, дирижёр-постановщик Альгис Жюрайтис. Спектакль имел успех, особенной популярностью пользовался эпизод с шофёрами автобазы, где семь танцовщиков соревновались в сольных вариациях, украшенных эффектными трюками.
Исполнители
- Асель — Нина Тимофеева (затем Нина Сорокина, Наталья Филиппова, Ирина Холина)
- Ильяс — Николай Фадеечев (затем Борис Акимов, Андрей Кондратов)
- Кадича — Елена Рябинкина (затем Римма Карельская, Людмила Власова, Елена Холина)
- Байтемир — Ярослав Сех (затем Юрий Владимиров)
- Самат — Тахир Камалетдинов (затем Владимир Распопов)

Спектакль прошёл 72 раза, последнее представление было дано 9 апреля 1975 года.

## Постановки в других городах
- 29 октября 1967 — Киргизский театр оперы и балета имени А. Малдыбаева, балетмейстер-постановщик Уран Сарбагишев, художник-постановщик А. Арефьев, дирижёр-постановщик К. Молдобасанов. Главные партии исполнили: Асель — Бибисара Бейшеналиева (затем Айсулу Токомбаева, Рейна Чокоева), Ильяс — Уран Сарбагишев (затем Берик Алимбаев), Кадича — Светлана Молдобасанова (затем Асымгуль Баетова, Чинара Таласбаева), Байтемир — Бактыбек Арунов (затем Алексей Карасёв, Борис Суслов).

- 26 декабря 1968 — Татарский театр оперы и балета имени Мусы Джалиля, балетмейстер-постановщик Уран Сарбагишев.
- 23 ноября 1969 — Челябинский театр оперы и балета имени М. И. Глинки, балетмейстер-постановщик Людмила Воскресенская, художник-постановщик Н. И. Котов, дирижёр А. Я. Радомский.
- 1982 — Днепропетровский театр оперы и балета, балетмейстер-постановщик Людмила Воскресенская